# Frontera entre China y Rusia
La frontera terrestre entre China y Rusia, o frontera sino-rusa, separa los territorios de la República Popular China y aquellos de la Federación Rusa. Entre los años 1960 y los años 1980, fue objeto de controversias en un contexto bastante amplio. Después se firmaron nuevos tratados para subsanar esta cuestión, y el trazado actual de la frontera está reconocido por ambas partes. 

## Trazado

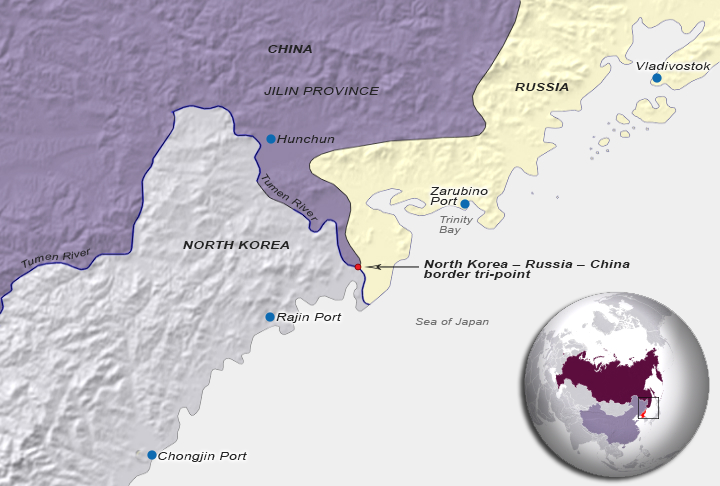
Trifinio entre China, Rusia y Corea del Norte.

La frontera sino-rusa está constituida dos segmentos de longitudes muy desiguales, ubicados a ambos lados de Mongolia. Está definida en su integridad desde 2004. 
- El fragmento occidental mide 55 kilómetros y se ubica entre los trifinios, separa la república de Altái de la región autónoma del Sinkiang. Inicia al oeste en un primer punto triple que une igualmente las fronteras China-Kazajistán y Kazajistán-Rusia (49° 10′ N, 87° 49′ E), y prosigue al oriente hasta un segundo punto triple que une también las fronteras Mongolia-Rusia y China-Mongolia (42° 25′ N, 130° 36′ E).

- El trozo oriental mide 4 195 km. Es la sexta frontera internacional más larga en el mundo. Inicia al otro lado de Mongolia por un trifinio idéntico al precedente (convergencia entre los tres países: Mongolia-Rusia-China), (49° 51′ N, 116° 41′ E), separa a la Manchuria china de la Manchuria rusa. Se dirige entonces hacia el noreste, después el sudeste a lo largo del río Amur y finalmente rumbo al suroeste antes de coger un último trifinio sobre el río Tumen, algunos kilómetros sólo antes su desembocadura en océano Pacífico, reuniendo esta vez-aquí las fronteras Rusia-Corea del Norte y China-Corea del Norte. Del lado ruso, cinco sujetos federales comprenden la frontera: el krai de Jabárovsk, krai de Primorie, óblast de Amur, óblast de Chitá y óblast autónomo Hebreo. Del lado chino, la frontera comprenden la región autónoma de Mongolia Interior así como las provincias de Jilin y de Heilongjiang, siendo los bordes de esta última en los cuales la frontera es más larga.

### Historia
En 1689, como consecuencia de conflictos armados, los imperios chino y ruso firmaron el tratado de Nérchinsk en el cual Rusia renunció a la región del río Amur. En los años 1850, la geopolítica cambió y el Imperio chino se vio debilitado. Una nueva expedición rusa tuvo como objetivo explorar la región. En 1858, China se vio obligada a firmar el tratado de Aigun, considerado como uno de los tratados desiguales. Rusia tomó el control del margen izquierdo del Amur, del Argún hasta el mar. Dos años más tarde, Rusia confirmó y amplió sus ganancias territoriales por medio de la convención de Pekín. Obtuvo la cesión de la región de Vladivostok. Rusia buscaba luego controlar Manchuria para proteger Siberia y ampliar su cobertura sobre el océano Pacífico. Obtuvo también la cesión de Puerto Arthur (Lüshunkou en chino). La derrota frente a Japón en 1905 arruinó esta política. Rusia renunció a la Manchuria y cedió Puerto Arthur. Este último se encontró temporalmente la soberanía soviética entre 1945 y 1955.
En los años 1960, las relaciones entre China y la Unión Soviética se degradaron fuertemente y Mao Zedong puso en tela de juicio los tratados firmados en el siglo XIX entre los imperios ruso y chino. Estas tensiones desembocaron en 1969 en un enfrentamiento armado que causó centenares de muertes, en su mayoría chinas, pero no logró un nuevo trazado. La Unión Soviética consideró incluso destruir preventivamente las instalaciones nucleares chinas. En las décadas que siguieron, las relaciones quedaron muy tensas y la situación no evolucionó mucho hasta los años 1980. 
A partir de 1988, y por iniciativa de Mijaíl Gorbachov, mejoraron las relaciones entre la Unión Soviética y China y se retomaron las negociaciones. El 16 de mayo de 1991, la Unión Soviética y China firmaron un tratado sobre las fronteras, que dejó sin embargo en suspenso la suerte de ciertas regiones disputadas. Estos últimos puntos están regulados por diferentes acuerdos firmados en un contexto netamente diplomático entre ambos países. El último tratado fue firmado en 2004. A la salida de estos reglamentos, China ha realizado algunas ganancias territoriales de acuerdo a los tratados anteriores.

### Diferencias de poblamiento
La integración de los territorios fronterizos por ambos imperios ha sido sin duda diferentes. Las llanuras del noreste de China han sido rápidamente poblada y puestas en valor por de los colonos chinos desde el comienzo del siglo XIX. En cambio, el poblamiento del Extremo Oriente ruso por de los colonos venidos desde Europa ha sido menos importante y mucho más prolongado. La diferencia entre ambos poblamientos  ha dado nacimiento a una línea de discontinuidad de ambas partes a lo largo de los ríos Amur y Ussuri: de un lado 7 millones de rusos, del otro, más de 60 millones de chinos que viven en las provincias fronterizas del Jilin y de Heilongjiang.

## Intercambios trasfronterizos

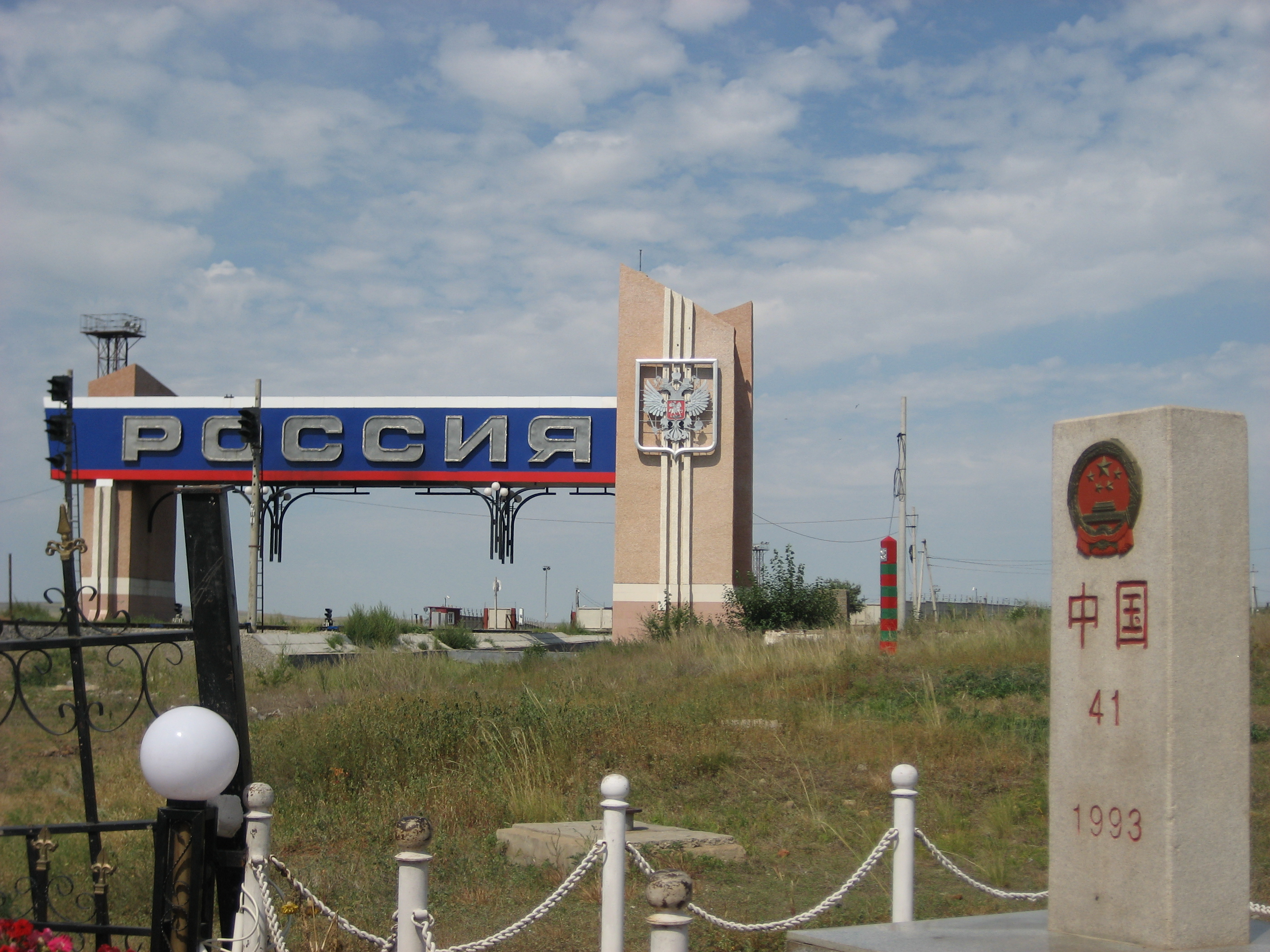
Dos señales fronterizas en Manzhouli/Zabaikalsk.

A partir de 1982, la frontera se abrió poco a poco, permitiendo los primeros intercambios comerciales entre ambos países. Entre 1988 y 1992, el valor de los intercambios comerciales entre Heilongjiang y Rusia se vio multiplicada por tres. Durante el mismo periodo, el número de trabajadores legales chinos pasó de 1 286 a 18 905. En el periodo siguiente, los intercambios comerciales disminuyeron, los rusos se quejaron de la mala calidad de los productos chinos, aumentando las tasas sobre las importaciones chinas y restringiendo la posibilidad para estos últimos de comerciar en el Extremo Oriente ruso.
El 16 de julio de 2001, China y Rusia firmaron un tratado de buen vecindario, de amistad y de cooperación. El objetivo era desarrollar relaciones estables y mutuamente benéficos entre los vecinos. La base de la cooperación sino-rusa descansa en parte sobre la oposición de los dos países a la política internacional de Estados Unidos. Los ejecutivos chinos buscan también desarrollar las provincias de Heilongjiang y Jilin, y de asegurar su suministro de energía. Además, Rusia es un proveedor de armas muy importante.

### Las migraciones
En el Extremo Oriente ruso, los chinos cruzan la frontera y se asientan en los mercados, donde venden productos manufacturados venidos de China, además de productos agrícolas, obras manuales o briqueterías. En las empresas, el pago a los empleados chinos equivalen de 100 a 300 euros por mes, lo que representa el triple del ingreso de un campesino en Heihe, del otro lado de la frontera. El óblast de Amur ha concedido a los chinos de Heihe 42 000 hectáreas en 2007. En esta región, los rusos tienen 700 000 hectáreas en jachère y cuentan en défricher 1,4 millón. Esto no puede hacerse sin la ayuda china. Según las estimaciones más difundidas, el número de inmigrantes chinos en el Extremo Oriente sería de 40 000 a 200 000.

### El contrabando
La apertura fronteriza ha provocado el desarrollo del contrabando. Ello no sólo concierne a los productos utilizados en la medicina tradicional china, como el ginseng, sino también otros recursos como el tigre siberiano, el bosque, el concombre de mar deshidratado, el caviar, los bosques de renne y de cerf, pero también armas, drogas y los metales no férreos. Igualmente la pesca ilegal en las aguas fluviales del vecino. Informes a mediados de los años 2000 suma un total de tres millones de dólares por año.

### Los hidrocarburos
En 1999, la firma rusa Yukos firmó un acuerdo con la compañía nacional china de petróleo y de gas.  Se comprometió a exportar diez millones de toneladas de petróleo en China desde 2005.  A tal efecto, se construyó un oleoducto entre la ciudad siberiana de Tomsk, donde se ubican los yacimientos petroleros, y China. Se encuentra proyectado otro oleoducto entre Angarsk, ubicada en Siberia oriental, y Daqing, en Heilongjiang. Permitirá así a la China recibir 20 millones de toneladas de petróleo por año durante el periodo 2005-2009, y 30 millones por año a partir de 2010.